# Diocesi di Niigata
La diocesi di Niigata (in latino Dioecesis Niigataensis) è una sede della Chiesa cattolica in Giappone suffraganea dell'arcidiocesi di Tokyo. Nel 2021 contava 6.980 battezzati su 4.216.769 abitanti. È retta dal vescovo Paul Daisuke Narui, S.V.D.

## Territorio
La diocesi comprende le prefetture di Niigata, di Yamagata e di Akita.
Sede vescovile è la città di Niigata, dove si trova la cattedrale di Cristo Re.
Il territorio è suddiviso in 30 parrocchie.

## Storia
La prefettura apostolica di Nygata fu eretta il 13 agosto 1912 con il decreto Quo catholica di Propaganda Fide, ricavandone il territorio dalla diocesi di Hakodate (oggi diocesi di Sendai), dall'arcidiocesi di Tokyo e dalla diocesi di Osaka (oggi arcidiocesi di Osaka-Takamatsu).
Il 18 febbraio 1922 cedette una porzione del suo territorio a vantaggio dell'erezione della prefettura apostolica di Nagoya (oggi diocesi).
Il 16 aprile 1962 la prefettura apostolica è stata elevata a diocesi con la bolla Sicut provido di papa Giovanni XXIII.

## Cronotassi dei vescovi
Si omettono i periodi di sede vacante non superiori ai 2 anni o non storicamente accertati.
- Joseph Reiners, S.V.D. † (19 novembre 1912 - 28 giugno 1926 nominato prefetto apostolico di Nagoya)
- Anton Ceska, S.V.D. † (28 giugno 1926 - 1941 dimesso)
- Peter Magoshiro Matsuoka † (1941 - 1953 dimesso)
- John Baptist Tokisuke Noda † (13 marzo 1953 - 11 ottobre 1961 deceduto)
- Johannes Shojiro Ito † (16 aprile 1962 - 9 marzo 1985 ritirato)
- Francis Keiichi Sato, O.F.M. † (9 marzo 1985 - 14 maggio 2004 ritirato)
- Tarcisius Isao Kikuchi, S.V.D. (29 aprile 2004 - 25 ottobre 2017 nominato arcivescovo di Tokyo)
  - Tarcisius Isao Kikuchi, S.V.D. (25 ottobre 2017 - 31 maggio 2020) (amministratore apostolico)
- Paul Daisuke Narui, S.V.D., dal 31 maggio 2020

## Statistiche
La diocesi nel 2021 su una popolazione di 4.216.769 persone contava 6.980 battezzati, corrispondenti allo 0,2% del totale.
| anno | popolazione | popolazione | popolazione | presbiteri | presbiteri | presbiteri | presbiteri                | diaconi | religiosi | religiosi | parrocchie |
| anno | battezzati  | totale      | %           | numero     | secolari   | regolari   | battezzati per presbitero | diaconi | uomini    | donne     | parrocchie |
| ---- | ----------- | ----------- | ----------- | ---------- | ---------- | ---------- | ------------------------- | ------- | --------- | --------- | ---------- |
| 1950 | 2.613       | 5.070.000   | 0,1         | 20         | 3          | 17         | 130                       |         |           | 57        |            |
| 1970 | 6.762       | 4.908.821   | 0,1         | 47         | 13         | 34         | 143                       |         | 35        | 115       |            |
| 1980 | 7.092       | 4.929.000   | 0,1         | 45         | 15         | 30         | 157                       |         | 30        | 134       | 28         |
| 1990 | 7.246       | 4.974.487   | 0,1         | 36         | 14         | 22         | 201                       |         | 22        | 125       | 35         |
| 1999 | 7.570       | 4.945.803   | 0,2         | 33         | 14         | 19         | 229                       |         | 19        | 99        | 35         |
| 2000 | 7.502       | 4.932.156   | 0,2         | 33         | 15         | 18         | 227                       |         | 18        | 97        | 34         |
| 2001 | 7.567       | 4.908.788   | 0,2         | 33         | 15         | 18         | 229                       | 1       | 19        | 101       | 34         |
| 2002 | 7.674       | 4.893.401   | 0,2         | 34         | 15         | 19         | 225                       | 1       | 20        | 98        | 36         |
| 2003 | 7.549       | 4.893.401   | 0,2         | 34         | 15         | 19         | 222                       | 1       | 20        | 99        | 37         |
| 2004 | 7.711       | 4.850.802   | 0,2         | 35         | 15         | 20         | 220                       | 1       | 21        | 96        | 37         |
| 2013 | 7.237       | 4.610.854   | 0,2         | 37         | 18         | 19         | 195                       |         | 21        | 64        | 31         |
| 2016 | 7.335       | 4.570.000   | 0,2         | 38         | 17         | 21         | 193                       |         | 22        | 61        | 30         |
| 2019 | 7.265       | 4.315.557   | 0,2         | 38         | 18         | 20         | 191                       |         | 22        | 51        | 30         |
| 2021 | 6.980       | 4.216.769   | 0,2         | 30         | 14         | 16         | 232                       |         | 17        | 47        | 30         |